# A Viagem do Glorioso
A viagem do Glorioso (navio espanhol) envolveu quatro combates navais travados em 1747 durante o Guerra da Sucessão Austríaca entre o navio Espanhol Glorioso, de 70 canhões, e vários esquadrões de navios da linha e fragata britânicos que tentaran capturá-lo. O Glorioso, carregando quatro milhões Dólares de prata do America, foi capaz de repelir dois ataques britânicos contra o Acores e Cabo Finisterre, chegando com sucesso sua carga no porto de Corcubión, Espanha.
Vários dias após descarregar a carga, enquanto navegava para Cádiz para reparos, o Glorioso foi atacado sucessivamente perto do Cabo São Vicente por quatro fragatas corsárias britânicas e os navios da linha HMS Dartmouth e HMS Russell da frota do almirante John Byng. O navio Dartmouth explodiu matando a maioria de sua tripulação, mas o Russell de 92 canhões eventualmente forçou o Glorioso a a se render. Os britânicos a levaram para Lisboa, onde ela teve que ser desmembrada por causa dos grandes danos sofridos durante a última batalha. O comandante do navio, Pedro Messia de la Cerda, e seus homens, foram levados para a Grã-Bretanha como prisioneiros de guerra, mas foram considerados heróis na Espanha e conquistaram a admiração dos britânicos. Vários oficiais britânicos foram levados à corte marcial e expulsos da Marinha por seu mau desempenho contra os espanhóis.

## As batalhas

### Primeira batalha
Em julho de 1747 o navio espanhol da linha Glorioso, foi lançado de Havana em 1740 e sob o comando do capitão Pedro Messia de la Cerda, retornava à Espanha vindo da América, transportando um grande carregamento de cerca de quatro milhões de dólares de prata, quando em 25 de julho, ao largo da ilha das Flores, nos Açores, um comboio mercante britânico foi avistado embaçado pelo nevoeiro. Ao meio-dia o nevoeiro começou a se dissipar e de la Cerda descobriu que havia dez navios britânicos, três dos quais eram navios de guerra: o navio de 60 canhões da linha Warwick, a fragata de 40 canhões Lark e um brigue de 20 canhões.
O capitão De la Cerda entrou em ação, mas tentou evitar o combate, mantendo-se a barlavento para não correr o risco de perder sua carga. Os navios britânicos começaram a perseguir o navio espanhol, e às 21h00 o navio mais leve alcançou o Glorioso e houve uma troca de tiros ineficaz entre os dois. Mas às 14h houve uma rajada que tirou a propulsão a vento do Glorioso e permitiu que os outros navios britânicos o alcançassem.John Crookshanks, comandante da escolta do comboio, enviou o brigue para proteger os navios mercantes e ordenou que o HMS Lark atacasse o Glorioso.
O resultado disso foi que o pesado tiroteio do navio espanhol que deixou a fragata britânica de quinta categoria gravemente danificada no casco e no cordame. O HMS Warwick então chegou e começou a assediar o Glorioso, apenas para ser completamente desmastrado e forçado a se retirar. O Glorioso foi atingido por quatro balas de canhão no casco e sofreu danos no cordame. Houve cinco mortos (dois dos quais eram civis) e 44 feridos no Glorioso. Apesar dos danos generalizados, o HMS Warwick teve apenas quatro marinheiros mortos e 20 feridos.
Quando o Almirantado Britânico foi notificado sobre esse assalto, o oficial Crookshanks foi levado à corte marcial por negação de ajuda e negligência em combate. Declarado culpado pela derrota, ele foi demitido da Marinha, embora tenha sido autorizado a manter seu posto.

### Segunda batalha
Após este primeiro assalto, o Glorioso continuou navegando para a Espanha. Alguns dos danos sofridos durante a batalha puderam ser reparados durante uma parada, mas os danos mais substanciais precisavam ser reparados em um porto. Apesar disso, o Glorioso conseguiu repelir o ataque de três navios britânicos da frota do almirante John Byng nas proximidades do Cabo Finisterra. Esses navios eram o navio de 50 canhões da linha HMS Oxford, a fragata de 24 canhões HMS Shoreham e o brigue de 20 canhões HMS Falcon. Após uma luta de mais de três horas, os três navios sofreram grandes danos e foram forçados a se retirar. O capitão Callis do HMS Oxford foi posteriormente submetido à corte marcial, mas ao contrário do Comodoro Crookshanks, ele foi honrosamente absolvido. O Glorioso perdeu seu mastro fixo e sofreu várias baixas, mas no dia seguinte, 16 de agosto, finalmente entrou no porto de Corcubión, na Galiza, e descarregou sua carga.

### Terceira e quarta batalha

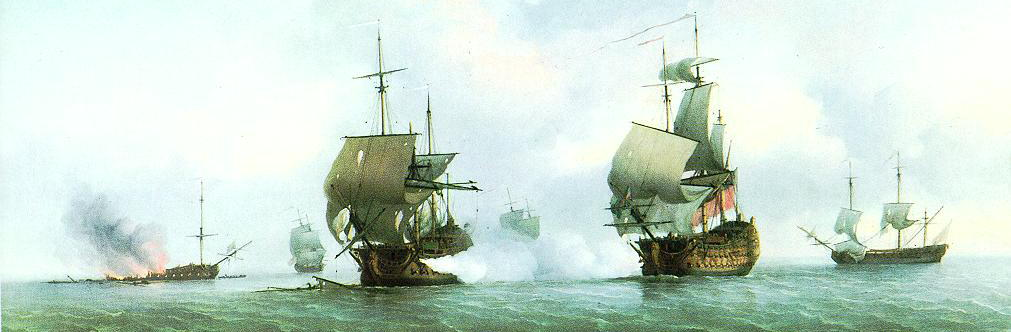
O Glorioso engajado pelo Russell em sua última batalha. O naufrágio do naufrágio Dartmouth é visto ao fundo.

Em Corcubión, a tripulação do Glorioso pôde fazer os reparos necessários para tornar o navio em condições de navegar. Depois disso, o capitão de la Cerda decidiu seguir para Ferrol, mas ventos contrários danificaram p cordame do Glorioso e o navio foi forçado a dirigir-se a Cádiz. Inicialmente partiu da costa portuguesa para evitar novos confrontos com navios britânicos. No entanto, em 17 de outubro, ela encontrou um esquadrão de quatro corsários britânicos sob o comando do Comodoro George Walker, perto do Cabo de São Vicente. Este esquadrão, chamado de 'Família Real' por causa dos nomes dos navios, era composto pelas fragatas King George, Prince Frederick, Princess Amelia e Duke, transportando juntos 960 homens e 120 canhões.

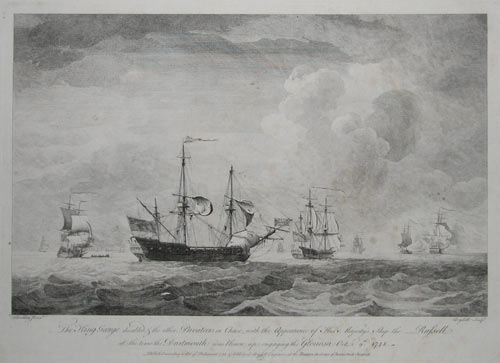
O King George foi desativado no momento em que o Dartmouth foi explodido.

Às 8 horas o navio Rei Jorge, nau capitânia da divisão, conseguiu aproximar-se do Glorioso e os dois navios trocaram tiros, com a fragata britânica tendo perdido o seu mastro principal e dois canhões como consequência da primeira salva de tiros do Glorioso. Os navios espanhóis e britânicos duelaram por três horas, sofrendo grandes danos que o forçaram a interromper o contato. O Glorioso continuou navegando para o sul, sendo perseguido pelas três fragatas, que posteriormente foram reforçadas por dois navios da linha, o HMS Dartmouth de 50 canhões e o HMS Russell de 92 canhões, somando um total de mais de 250 canhões e milhares de homens aos perseguidores.
O capitão do Dartmouth, John Hamilton, conseguiu colocar seu navio ao lado do Glorioso ; no entanto, após uma feroz troca de tiros, o navio britânico pegou fogo em seu mantimento  de pólvora e explodiu às 15h30 de 8 de outubro. O capitão Hamilton e a maioria da tripulação morreram nas chamas. Apenas um tenente, Christopher O'Brien, e 11 marinheiros sobreviveram à explosão. Algumas fontes mencionam 14 sobreviventes de uma tripulação de 300 pessoas.
De acordo com um sobrevivente, o HMS Dartmouth já estava desmascarado e fortemente danificado pelo tiroteio espanhol quando um projétil do Glorioso atingiu a sala de luz do carregador, iniciando um incêndio que acendeu a pólvora e explodiu o navio. Ele lembrou 15 marinheiros resgatados de uma tripulação de 325. Tais homens foram salvos por botes salva-vidas do príncipe Frederico. As três fragatas se juntaram ao Russell na noite seguinte e, juntas, atacaram o Glorioso com todas as suas armas. O navio espanhol resistiu da meia-noite às 9h, quando estava prestes a afundar, quase totalmente desmascarado, sem munições, e com 33 homens mortos e 130 feridos a bordo, o capitão Dom Pedro Messia de la Cerda, vendo que a defesa era impossível, rendeu-se. HMS Russell teve 12 marinheiros mortos e vários feridos. Outros oito homens morreram a bordo do Rei George.

## Consequências

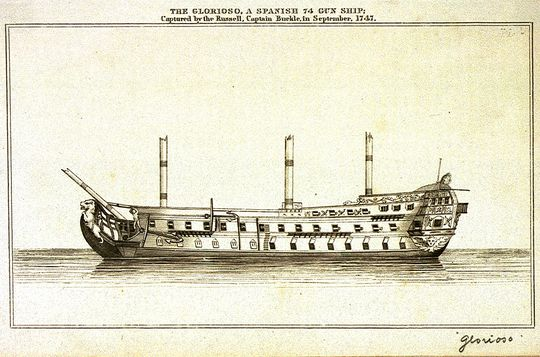
Gravura britânica representando o Glorioso.

Após a batalha, os navios britânicos navegaram para Lisboa, levando o avariado navio Glorioso com eles. O navio espanhol foi revistado, mas não foi levado para a Marinha Real e foi intencionalmente avariado, após a inspeção. O Comodoro Walker, comandante das quatro fragatas corsário, foi severamente repreendido por um dos donos do navio Família Real por arriscar seu navio contra uma força superior. Walker, dissidente, respondeu:
| “                                                | Se o tesouro estivesse a bordo do Glorioso, como eu esperava, meu caro senhor, seu elogio teria sido muito diferente. Ou tivéssemos deixado ela escapar de nós com o tesouro a bordo, o que você teria dito então? | ” |
| — Comodoro George Walker, Lisboa, Outubro, 1747. | |   |

O capitão La Cerda e seus homens, que haviam sido levados a bordo dos navios príncipe Frederico e do rei Jorge, foram levados para a Grã-Bretanha e presos em Londres, onde se tornaram objeto da admiração dos britânicos. La Cerda foi posteriormente promovido a comodoro por seu desempenho em combate e a tripulação sobrevivente recebeu recompensas em seu retorno à Espanha. Segundo algumas fontes britânicas, a defesa do Glorioso ocupa o primeiro lugar na história naval espanhola.